# Tim Brown (Fußballspieler)
Tim Brown (* 6. März 1981 in Ascot, England) ist ein ehemaliger neuseeländischer Fußballspieler und Mitgründer von Allbirds.

## Karriere
Brown spielte für die Miramar Rangers bereits im Erwachsenenbereich, bevor er in die USA an die University of Cincinnati ging und dort auch für das Universitätsteam, die Cincinnati Bearcats, spielte. 2004 schloss er sich den Richmond Kickers an, mit denen er 2005 das Finale der USL First Division erreichte.
Mitte 2006 wechselte er zum australischen Klub Newcastle United Jets, für die er zu insgesamt zehn Einsätzen kam (drei davon in den Finals). Während der langen Saisonpause der A-League (Februar bis August) ging er erneut in die USA und spielte dort für die Cincinnati Kings in der USL Second Division. Bereits im April 2007 hatte er zur Saison 2007/08 beim neu gegründeten A-League-Team Wellington Phoenix einen Zwei-Jahres-Vertrag unterschrieben und spielt seither für die einzige Profimannschaft Neuseelands.

### Nationalmannschaft
Brown spielte für die neuseeländischen U-20 und U-23-Auswahlteams und debütierte 2004 gegen die Salomonen in der A-Nationalmannschaft. Seither entwickelte er sich zum Stammspieler und trug bereits mehrfach die Kapitänsbinde. 2008 gewann er mit dem Nationalteam den OFC-Nationen-Pokal, 2009 nahm er mit Neuseeland am Konföderationen-Pokal teil.